# Гільтпольтштайн
Гільтпольтштайн (нім. Hiltpoltstein) — громада в Німеччині, розташована в землі Баварія. Підпорядковується адміністративному округу Верхня Франконія. Входить до складу району Форхгайм. Складова частина об'єднання громад Грефенберг.
Площа — 25,56 км2. Населення становить 1529 ос. (станом на 31 грудня 2020).

## Галерея

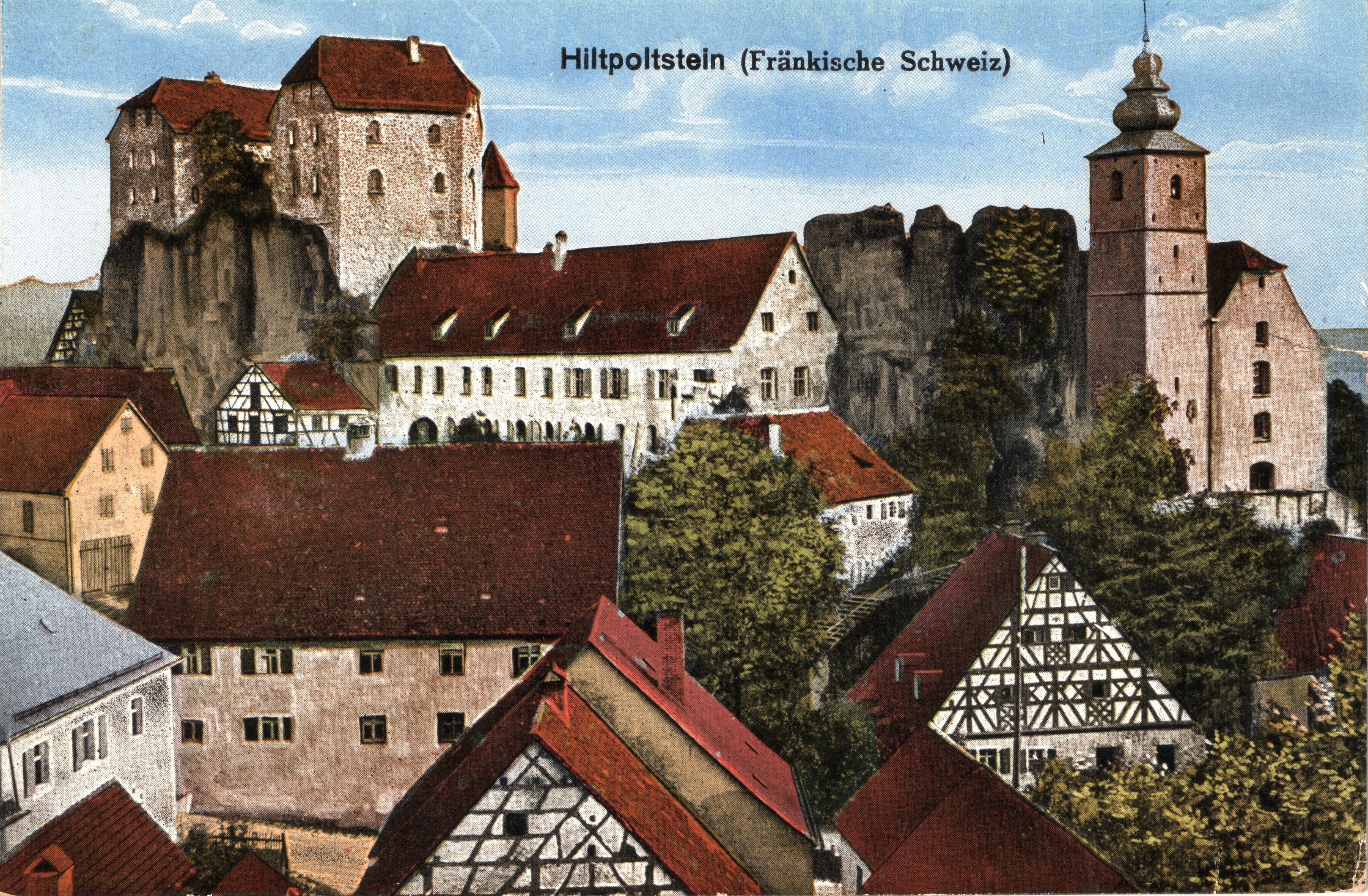
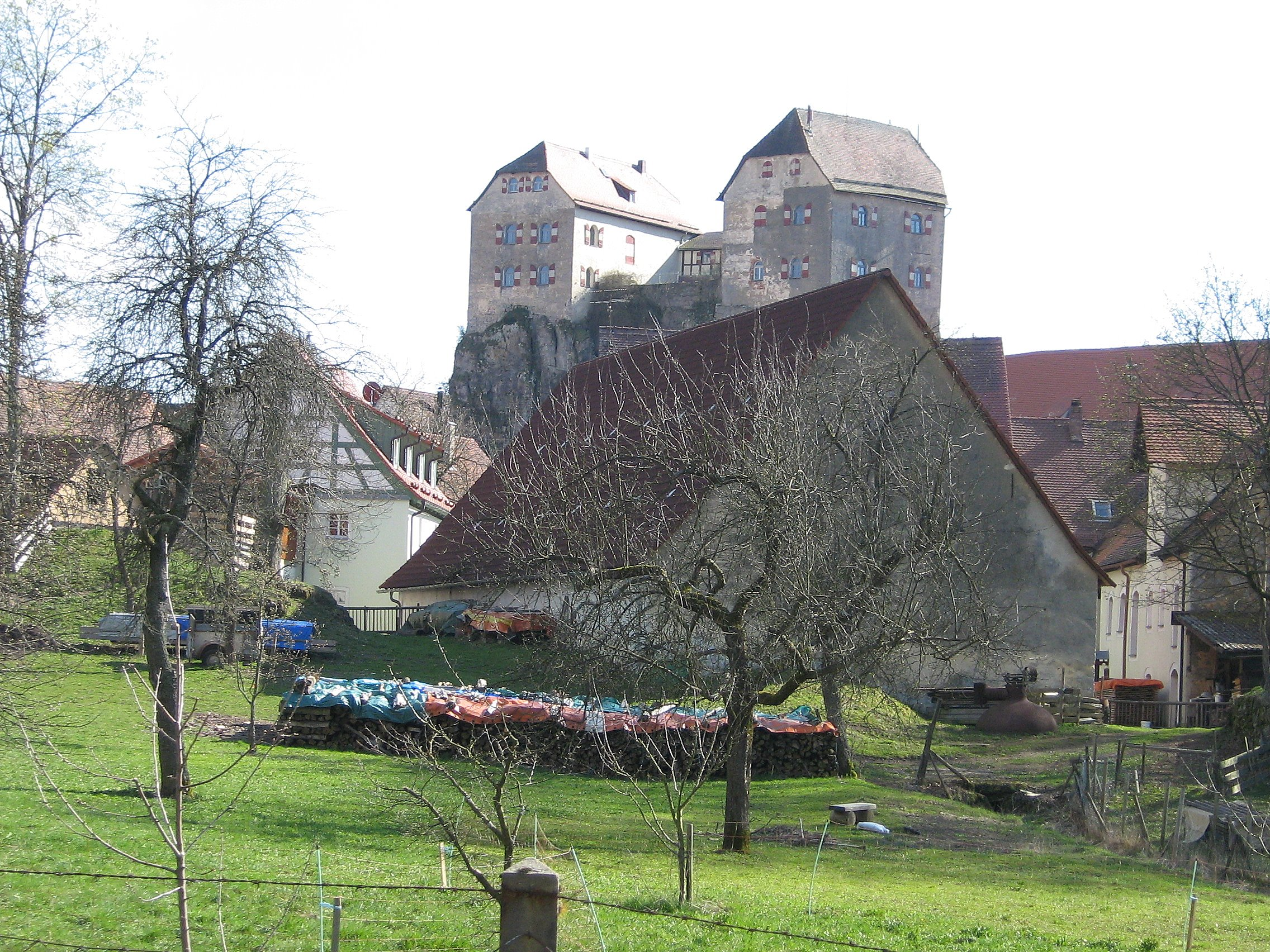
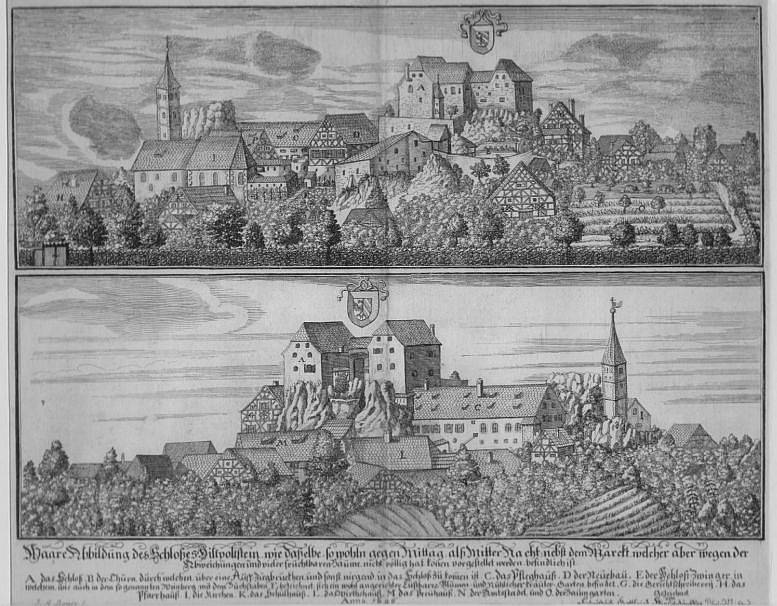
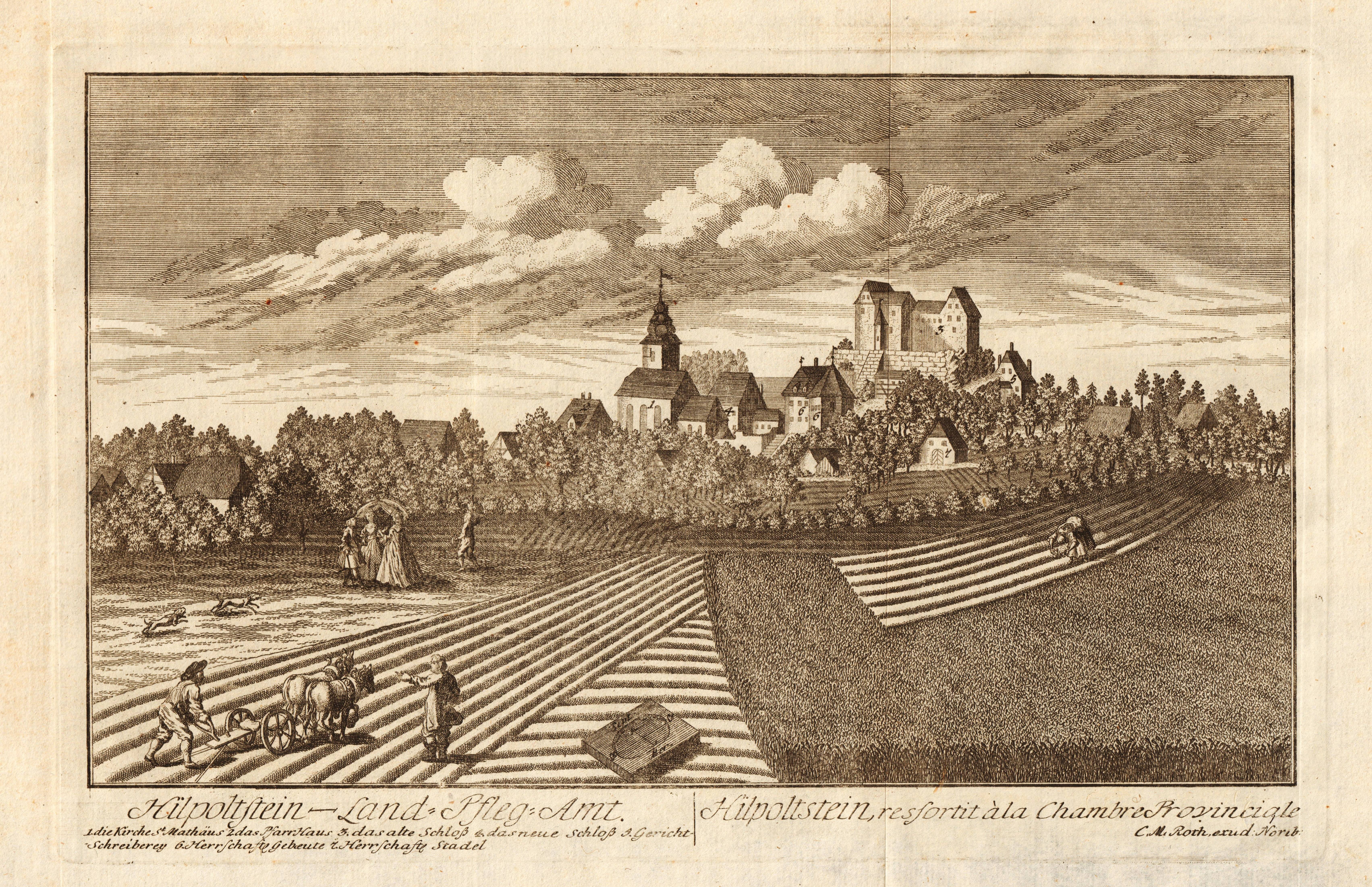
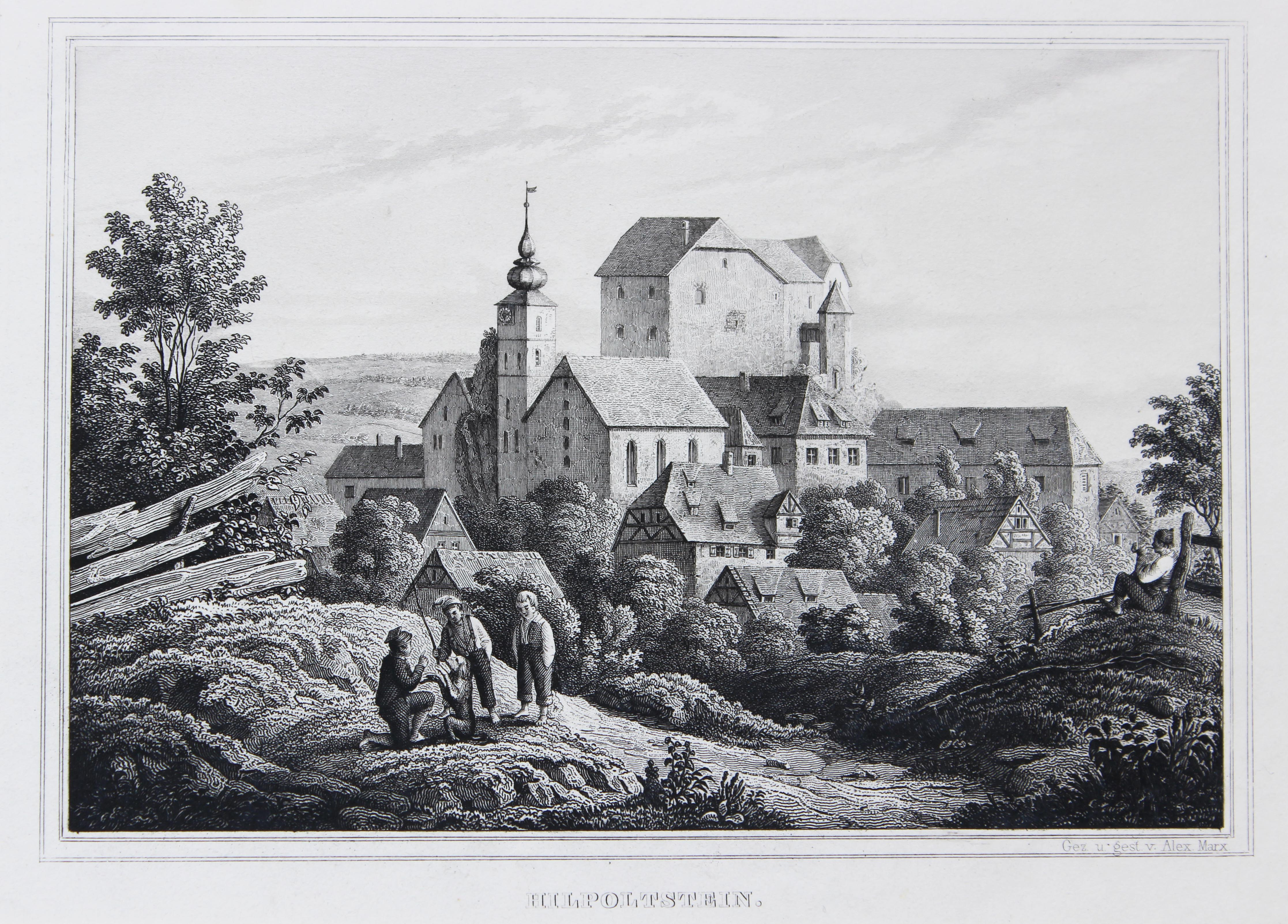
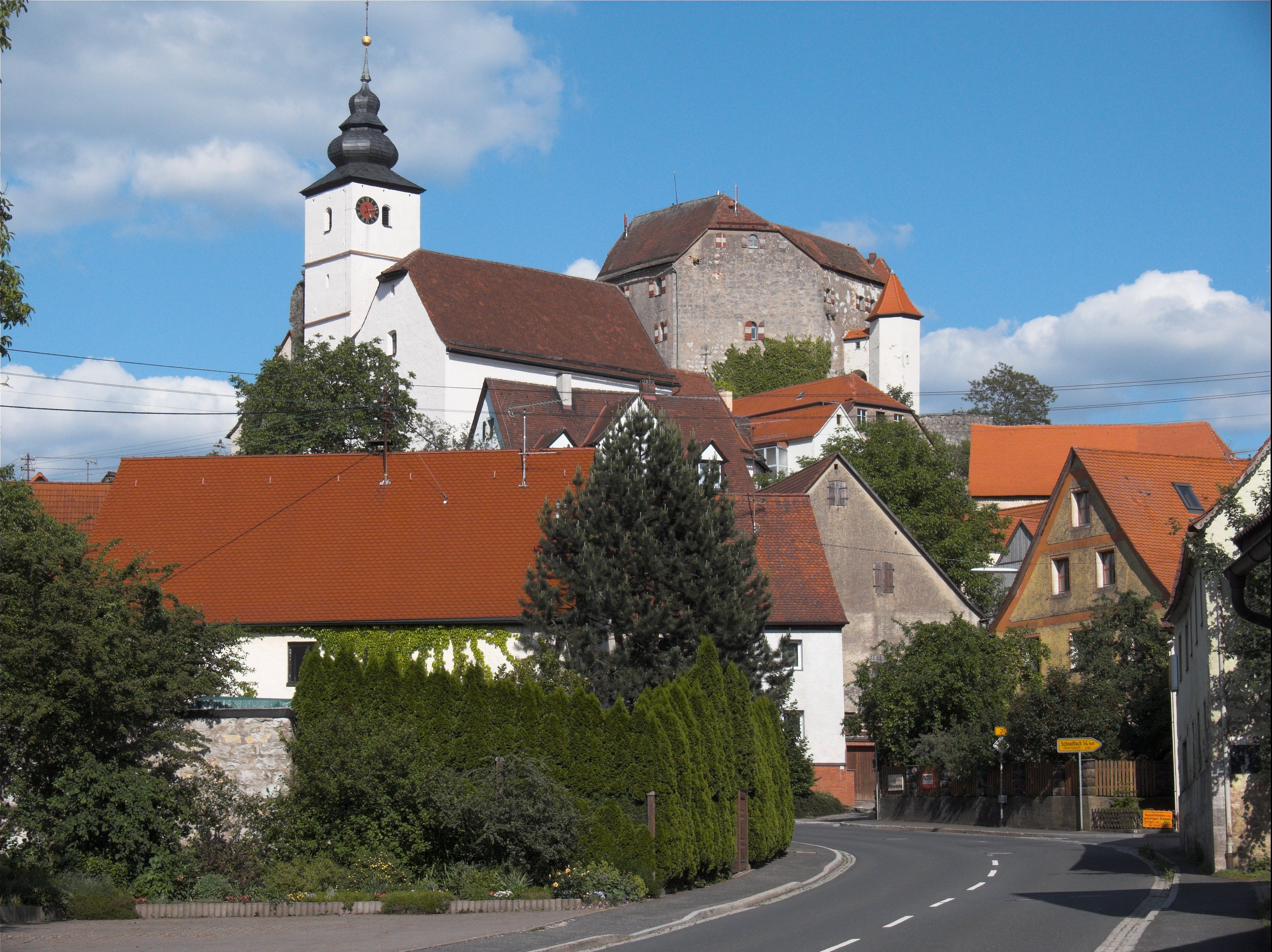